# Molló
|  | Per a altres significats, vegeu Fita. |

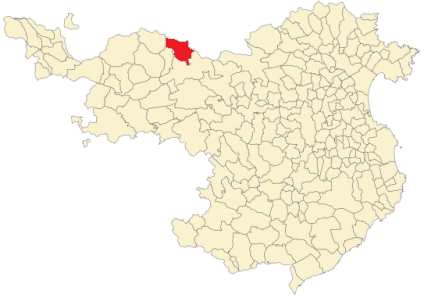
Situació del terme municipal de Molló respecte a les Terres de Girona

Molló és un municipi situat al nord-est de la comarca del Ripollès, està situat a l'extrem nord de la regió de l'Alt Ter. Pertany també a la demarcació de Girona. Per la seva configuració física, el municipi forma part de l'anomenada Vall de Camprodon, a la capçalera del riu Ritort, afluent del Ter. El terme limita al nord amb el municipi de Prats de Molló i la Presta (Vallespir, França), a l'est i al sud amb el municipi de Camprodon, i a ponent amb els termes de Llanars i Setcases. El municipi té una extensió de 43 km² i està format per nou entitats de població.

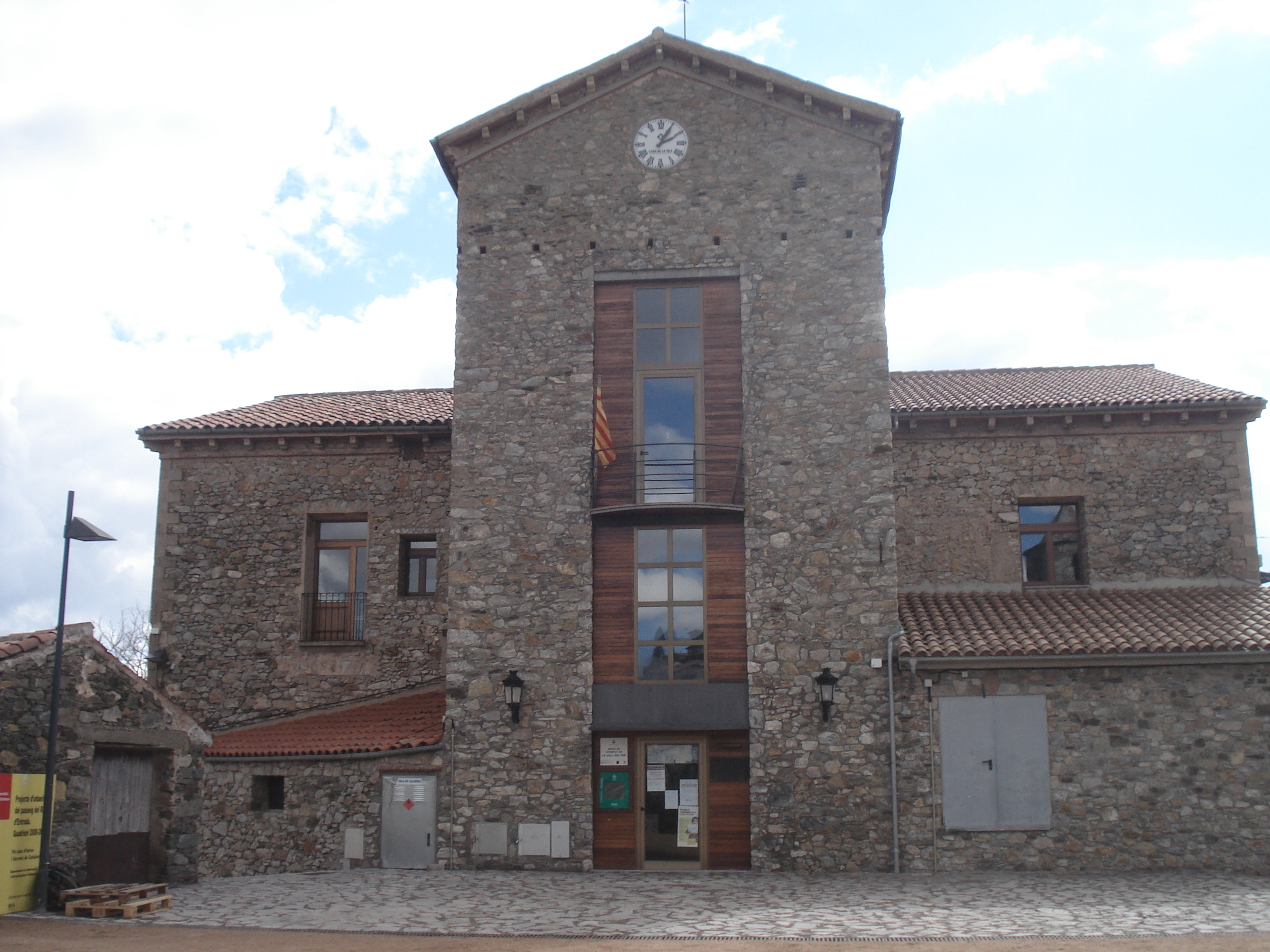
Ajuntament de Molló.

## Geografia
- Llista de topònims de Molló (Orografia: muntanyes, serres, collades, indrets..; hidrografia: rius, fonts...; edificis: cases, masies, esglésies, etc).

| Entitat de població | Habitants (2024) |
| Molló               | 217              |
| Espinavell          | 49               |
| Favars              | 37               |
| Ginestosa           | 34               |
| Moixons             | 10               |
| el Riberal          | 10               |
| Can Solà            | 9                |
| Grells              | 6                |
| Fabert              | 1                |
| Font: Idescat       |                  |

El nucli de Molló està situat en un turó o serrat, erigit per damunt de les conques del Ritort (a l'esquerra) i el torrent de la Font Vella (a la dreta). Es tracta d'un nucli de població concentrada, documentat ja al 936, any de l'acta de consagració de l'església de Santa Cecília. La localitat apareix esmentada amb el nom de Mollione, mot llatí que ha derivat al català com a molló, fita o terme que marca un límit. Aquest topònim es creu que fa referència a l'abundància de pedres en forma de fita (piramidals) existents a la zona, i no, com molts creuen, al fet de designar un lloc de frontera o límit, ja que la frontera internacional data del Tractat dels Pirineus (1659) i, per tant, molt posterior a la formació del topònim. El nucli de Molló té una forma urbana de tipus radial, amb centre a la Plaça Major del poble, i amb carrers adaptats a la topografia. Així cap a migjorn s'ha configurat el carrer de Sant Sebastià, a ponent, el de la Font Vella, a llevant, el de l'Església, i a tramuntana el de la Guardiola, que posteriorment es bifurca, donant sortida al carrer de Setcases. Posteriorment, s'ha configurat la zona d'eixample (dècada dels 80) amb l'obertura dels carrers Mossèn Joan Giramé i Solà Morales.
Dins del nucli cal destacar com a llocs d'interès: l'església romànica de Santa Cecília, la capella votiva de Sant Sebastià, l'edifici de l'Ajuntament, el safareig i font de la Font Vella, i les façanes de les cases de la Plaça Major (amb un aire modernista auster i empobrit, d'àmbit rural; i protegides pel Catàleg de Façanes d'Interés i Protecció Especial).

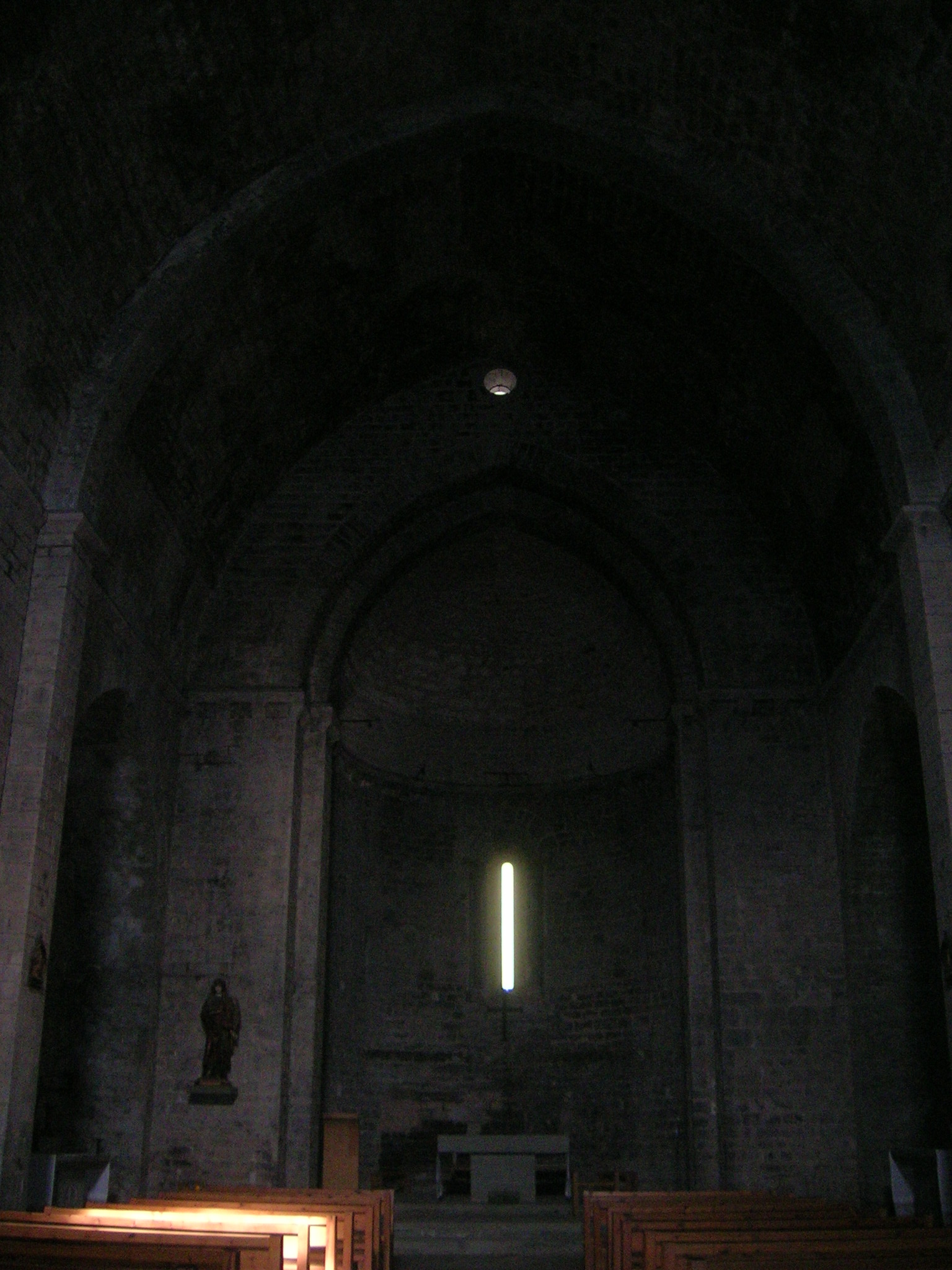
Interior de l'església de Santa Cecília de Molló

El nucli de Molló resta apartat del trànsit de la carretera internacional C-38, que comunica Camprodon i el Coll d'Ares, i en l'enllaç amb aquesta carretera se situa un atractiu més del municipi: l'escultura Comunicació de Rosa Serra. Aquesta carretera, entre el poble i la línia fronterera, va ser construïda a finals dels anys 50 del segle XX.
De la dècada dels noranta és l'execució del Pla Parcial Can Gassiot, que ha comportat el creixement urbà difús als voltants de l'antiga masia de Can Gassiot, al veïnat de Favars, i molt propera al nucli de Molló.

## Entitats de població
El municipi s'estructura en un agregat i set veïnats. El primer fa referència al nucli d'Espinavell. Aquest poble, enfilat a la falda del Coll Pregon, camí natural cap a la Presta, i situat a 1.350 m d'altitud, va créixer entorn l'església de la Mare de Déu de les Neus, i s'identifiquen clarament quatre carrers orientats als quatre punts cardinals respecte d'aquest edifici, i que són: a migjorn el carrer d'Avall, a ponent el carrer d'Enllà, a llevant el carrer d'Ençà, i al nord el carrer d'Amunt. Veritablement, els noms d'aquestes vies no poden ser més geogràfics. A les faldes del poble s'estén una gran plana, denominada les Planes, on té lloc la popular Tria de Mulats d'Espinavell (13 d'octubre).
Les altres entitats de població o veïnats són: Fabert i el Riberal (amb nucli agrupat), i Favars, Can Solà, Moixons, Els Grells i Ginestosa (de població disseminada en masies i cases rurals).
Fabert està situat entre el Serrat de les Moreres i el Torrent de Fabert, i agrupa la població d'aquesta petita vall, formada per l'esmentada torrentera, en un nucli de deu o dotze cases, on només hi ha quatre habitants fixos durat tot l'any. L'encant de Fabert recau en la seva tipologia i integració en el paisatge, i cal destacar que a inicis dels noranta, el Servei Meteorològic de Catalunya va ubicar-hi una estació meteorològica automàtica. Així doncs, gràcies a les noves tecnologies, es pot saber quin temps fa a Fabert quan i on volguem.
El Riberal, tal com el seu nom indica, està situat a la ribera del Ritort, a les fondalades del municipi de Molló. Per accedir-hi cal que agafeu el desviament que trobareu abans d'arribar al nucli de Molló. El veïnat se situa al marge dret del riu, i en destaquen els ponts romànics de Can Fumat i Can Plaga. Aquest veïnat havia concentrat, també, el major nombre de molins del municipi (Can Fumat, Can Coronel…), les turbines dels quals van donar llum al poble de Molló el 1900, un dels primers de gaudir d'aquesta energia a Catalunya. En aquest sector més pròxim al riu s'hi pot trobar Can Fumat, Can Coronel, Can Vidaló, Can Biel o La Costa. El veïnat agrupa cases pròximes al nucli de Molló, a la vora de la carretera de França, com ara Can Crispín, Can Xec o Les Vernedes.
El veïnat de Favars ocupa la part oriental del municipi, i es tracta del conjunt de cases situades més enllà de la Plaça de la Font Vella, a Molló. Hi destaca un seguit de masos o cases de pagès disseminades (Can Moi, Can Burrat, Can Porqué, El Bertran, La Masó, El galceran, El Sitjar, La Torre del Sitjar, l'Avellaneda, les Barmeteres) i una nova àrea d'urbanització, can Gassiot, derivada de l'execució de corresponent Pla Parcial de can Gassiot, amb cases aparellades. Aquest un sector d'enorme importància en cases de segona residència.
Can Solà és el veïnat que es troba als entorns de la carretera C-38, des del límit amb el terme de Camprodon i fins al nucli de Molló. Es tracta d'una sèrie de masies i cases rurals, moltes d'elles deshabitades. L'Hostal de l'Arengada, Can Solà, el Racó, Can Dillaire, Can Julià o el Matadero, són algunes de les cases d'aquest sector.
Moixons està situat a l'extrem més meridional del terme de Molló, a llevant del GR-11 que creua el municipi. És un veïnat molt proper a la urbanització de Font Rubí –al municipi de Camprodon-, i travessa la carretera que condueix a Rocabruna i Beget. Hi destaquen el Carol, la Boixeda, Can Marsal o La Casilla.
Els Grells és un veïnat situat al nord de la carretera de França, des de la Font de les Vernedes i fins a Espinavell. Agrupa les masies de Can Sau, Can Freixa, El Grell de Dalt, El Grell de Baix, entre d'altres.
Finalment, Ginestosa, és el veïnat situat a l'altra vessant del Ritort, des del desviament de Fabert i fins al Coll d'Ares. És el segon veïnat més poblat del municipi, després de Favars, i s'hi poden trobar les cases de Roca Salou, Can Pairó Vell, Can Pairó Nou, Can Illa, Can Jana, Can Rodà, Can Bac, Can Sant, Can Bacada, Can Ferrada, entre d'altres.

## Símbols

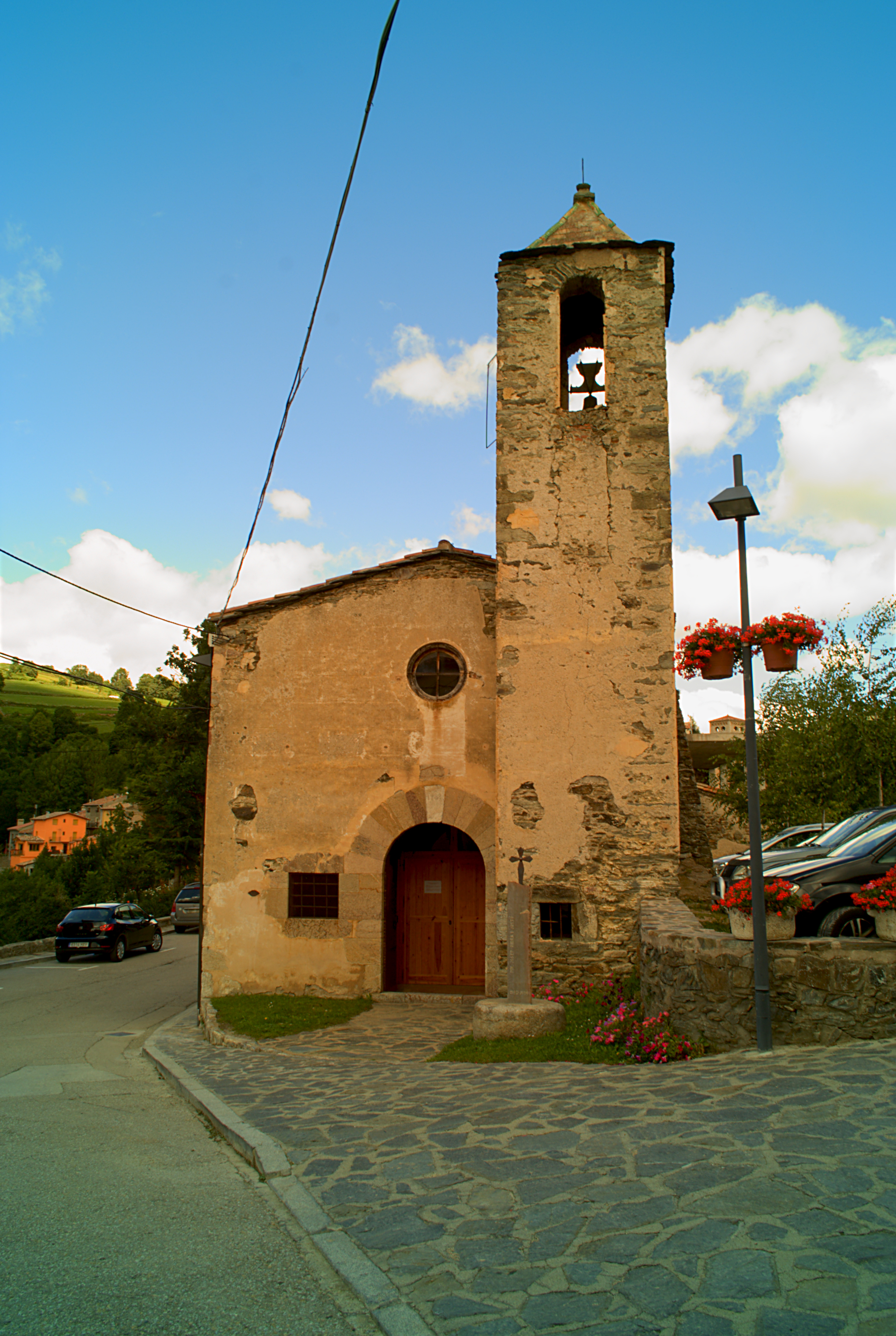
Església de Sant Sebastià.

| «                                      | Al Ripollès hi ha 6 municipis de 19 que no tenen l'escut oficialitzat per diversos motius (...) Els tràmits del de Molló i el de Ribes de Freser es van quedar a mig camí als anys 80 i 90 | » |
| — Armand de Fluvià, 16 de març de 2010 | |   |

## Festes i tradicions
Les festes tradicionals celebrades durant tot l'any a Molló són: 
Cavalcada de Reis, Festa del Roser, Festa Major de Molló, Festa Major d'Espinavell, Revetlla de Sant Joan, Fira de la Trumfa, Tria de Mulats d'Espinavell, Fira Transfronterera i de la Retirada, Diada Castellera, Festa Major de Fabert, Festa de la Pagesia, Festa de Sant Sebastià, Festival de Música de la Vall de Camprodon i Cursa de Coll d'Ares.

## Demografia
| 1497 f | 1515 f | 1553 f | 1717 | 1787 | 1857  | 1877 | 1887 | 1900 | 1910  |
| ------ | ------ | ------ | ---- | ---- | ----- | ---- | ---- | ---- | ----- |
| 22     | 32     | 33     | 380  | 875  | 1.094 | 916  | 984  | 996  | 1.048 |

| 1920 | 1930 | 1940 | 1950 | 1960 | 1970 | 1981 | 1990 | 1992 | 1994 |
| ---- | ---- | ---- | ---- | ---- | ---- | ---- | ---- | ---- | ---- |
| 967  | 883  | 764  | 750  | 637  | 530  | 401  | 369  | 367  | 367  |

| 1996 | 1998 | 2000 | 2002 | 2004 | 2006 | 2008 | 2010 | 2012 | 2014 |
| ---- | ---- | ---- | ---- | ---- | ---- | ---- | ---- | ---- | ---- |
| 333  | 338  | 339  | 322  | 343  | 329  | 349  | 354  | 350  | 339  |

| 2016 | 2018 | 2020 | 2022 | 2024 | 2026 | 2028 | 2030 | 2032 | 2034 |
| ---- | ---- | ---- | ---- | ---- | ---- | ---- | ---- | ---- | ---- |
| 335  | 328  | 336  | -    | 374  | -    | -    | -    | -    | -    |